# Црква Рођења Пресвете Богородице у Мачковцу
Црква Рођења Пресвете Богородице у Мачковцу је храм Српске православне цркве који припада Епархији зворничко-тузланској. Налази се у општини Лопаре. Димензија храма 23х12 метара. Изградња храма почиње 1913. године. Градитељ је био Нико Митровић из Тузле. Не зна се ко је освештао темељ храма 12. јул 1913. године. Захваљујући залагањем и трудом тадашњег свештеника Михаила Јовановића, пароха јабланичког и Ристе Митрашевића, пароха миросавачког, а уз посебну помоћ двојице одборника Глигора Обреновића из Козјака и Уроша Урошевића из Лопара, храм је саграђен. Та градња је завешена 1914. године. 26. октобра 1916. године храм је освештао митроолит зворничко-тузлански г. Иларион Радонић. 
Храм је био скрнављен током Другог свјетског рата од стране усташа. Неке иконе су уништене војним бајонетима. После завршетка рата комунистичка власт претвара храм у задружни магацин. Како налазимо у записима Триода  из 1952. године "читав дан изношена је пшеница из цркве како би се могла служити литургија". У току стогодишње историје овог храма, обнављан је неколико пута. Овај храм је посљедњи пут обновљен 2000. године. Након те обнове храм је чином обновљења освештао епископ зворничко-тузлански г. Василије Качавенда. Иконостас је изграђен 1922. године у радионици Тоше Ковачевића у Загребу. Иконе  у барокном стилу на иконостсу је дјело непознатог аутора. Храм је живописао Драган Бјелогрлић из Новог Сада од 1982. до 1984. године.

У јулу 2023. године, одржано је донаторско вече за обнову храма у организацији Црквене општине Мачковац и општине Лопаре. Планирани радови у обнови су везани за заштиту од влаге, те обнову темеља и подова цркве.